# Shawm
El shawm o chirimía antigua es un instrumento de viento de lengüeta doble, predecesor del oboe. 
Su campanilla y pared interior cónicas son más amplias que las del oboe. Una rueda llamada pirueta, por lo común da soporte a los labios del músico. Las chirimías eran fabricadas en muchos tipos, desde agudos hasta bajos. 
Fueron usadas en el Medio Oriente posiblemente hace 2000 años y fueron introducidos en Europa durante las Cruzadas. Con su potente tono, las chirimías fueron clasificados como instrumentos "fuertes" o "de exteriores" siendo usados en bailes y para música ceremonial.